# Torreón de las Cabras
El Torreón de las Cabras es una torre situado en el ángulo sudeste del Primer Recinto Fortificado de Melilla la Vieja de la ciudad española de Melilla y forma parte del Conjunto Histórico Artístico de la Ciudad de Melilla, un Bien de Interés Cultural.

## Historia
Fue construida a principios del siglo XVI, siendo reforzado en 1515, en 1527 fue reparado según proyecto de Gabriel Tadino de Martinengo y en 1533 es reformado según proyecto de Sancho de Escalante.
El terremoto de 1660 lo agrietó y se reparó, en 1692 aparece un repuesto de pólvora con garita que es reconstruido con un cuerpo cilíndrico rematado por una bóveda de media naranja según proyecto de Juan Caballero en 1773. En 1927 se hunde y es reconstruido con menor altura en 1973, siendo reconstruido correctamente en los años 90 instalándose un ascensor en su interior.
Entre 1764 y 1790 monta cuatro cañones a barbeta.
En un principio denominado de los Hombres de Campo, en 1692 es denominado de las Cabras.

## Descripción
Es un torre redonda de gran envergadura, una altura de 28’7 metros y un diámetro de 16.

### CIMLaV
El Centro de Interpretación de Melilla la Vieja (Cimlav) ofrece un recorrido por los trabajos de restauración realizados en los últimos años en la fortificación referida.